# NGL ONE
Die NGL ONE (kurz NGL) war eine E-Sport-Liga, die sich speziell an den professionellen E-Sport richtete. Das internationale Teilnehmerfeld war auf zehn Mannschaften begrenzt. In der ersten Saison, die am 15. April 2006 startete, wurden die Computerspiele Counter-Strike und Warcraft III gespielt. Seit der Saison 2008 verzichtet die NGL jedoch auf Counter-Strike. Als Begründung wurde von Projektleiter Michael Haenisch angeführt, die Resonanz sei im Vergleich mit Warcraft III gering ausgefallen und die anhaltende Killerspieldebatte habe die Vermarktung des Wettbewerbs erschwert.
Der Hauptkonkurrent der NGL war die ESL WC3L Series. Die Spielsysteme der beiden Ligen unterscheiden sich jedoch erheblich: In der WC3L fanden zwischen den je fünf gesetzten Spielern einer Mannschaft fünf einzelne Begegnungen statt, die das Gesamtergebnis generieren. Die NGL nutzte einen als King of the Hill bekannten Modus mit vier Spielern je Team. Es wurde je ein Startspieler bestimmt. Diese beiden traten gegeneinander an. Der Sieger dieses Duells holte für seine Mannschaft einen Punkt, der Verlierer wurde mit einem anderen Spieler ausgetauscht. Dieser neue Spieler durfte dann entscheiden, auf welcher Karte das nächste Spiel – gegen den Sieger des vorangegangenen Matches – stattfand. Als zusätzliche Einschränkung galt, dass jedes Team eine Karte nur einmal wählen durfte. Wenn alle vier Spieler einer Mannschaft besiegt waren, hatte sie das Spiel verloren.
Es war zudem möglich, einmal in der Saison einen bereits geschlagenen Spieler „wiederzubeleben“. Dieser trat dann an Stelle eines der anderen drei gesetzten Spieler an.
Seit der zweiten Saison der NGL ONE gab es im Warcraft-III-Bereich eine untergeordnete zweite Division, die NGL TWO. Für diese galt dasselbe Regelwerk wie für die „Königsklasse“. Die zwei bestplatzierten Mannschaften aus der NGL TWO stiegen in die NGL ONE auf, der Drittplatzierte musste sich mit dem Achtplatzierten der NGL ONE in einem Relegationsspiel messen.
Nach sechs Spielzeiten wurde das Konzept auch für Warcraft 3 eingestellt. Die letzte Spielzeit in dieser Disziplin wurde nicht in Teams ausgetragen.
Die NGL ONE firmierte unter demselben Namen wie die Netzstatt Gaming League, eine andere ehemalige deutsche LAN-E-Sport-Liga. Hinter beiden Projekten stand die Freaks 4U GmbH, es bestand jedoch keine direkte Verbindung.

## Platzierungen
| Warcraft III     | Warcraft III       | Warcraft III                 | Warcraft III    |
| Saison           | Sieger             | Zweiter                      | Dritter         |
| ---------------- | ------------------ | ---------------------------- | --------------- |
| NGL ONE Season 1 | MeetYourMakers     | SK Gaming                    | 4Kings          |
| NGL ONE Season 2 | World Elite        | MeetYourMakers               | 4Kings'         |
| NGL ONE Season 3 | MeetYourMakers     | mousesports                  | 4Kings          |
| NGL ONE Season 4 | MeetYourMakers     | SK Gaming                    | mousesports     |
| NGL ONE Season 5 | mTw                | SK Gaming                    | MeetYourMakers  |
| NGL ONE Season 6 | Jang „Moon“ Jae-ho | Manuel „Grubby“ Schenkhuizen | Park „Lyn“ Joon |

| Counter-Strike   | Counter-Strike    | Counter-Strike | Counter-Strike |
| Saison           | Sieger            | Zweiter        | Dritter        |
| ---------------- | ----------------- | -------------- | -------------- |
| NGL ONE Season 1 | Ninjas in Pyjamas | fnatic         | x6tence        |
| NGL ONE Season 2 | 69°N-28°E'        | fnatic         | Team NoA       |
| NGL ONE Season 3 | fnatic            | SK Gaming      | mousesports    |
| NGL ONE Season 4 | fnatic            | Team Roccat    | Team Alternate |